# Mündesee

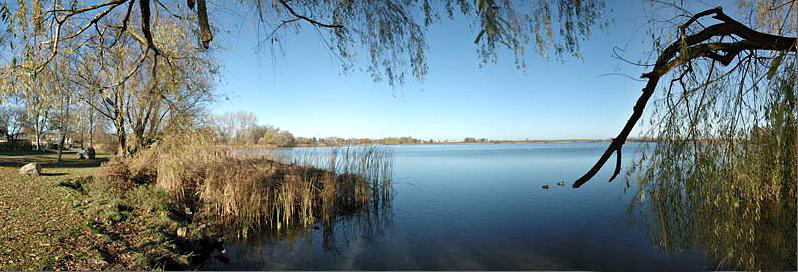
Mündesee von der Stadtseite

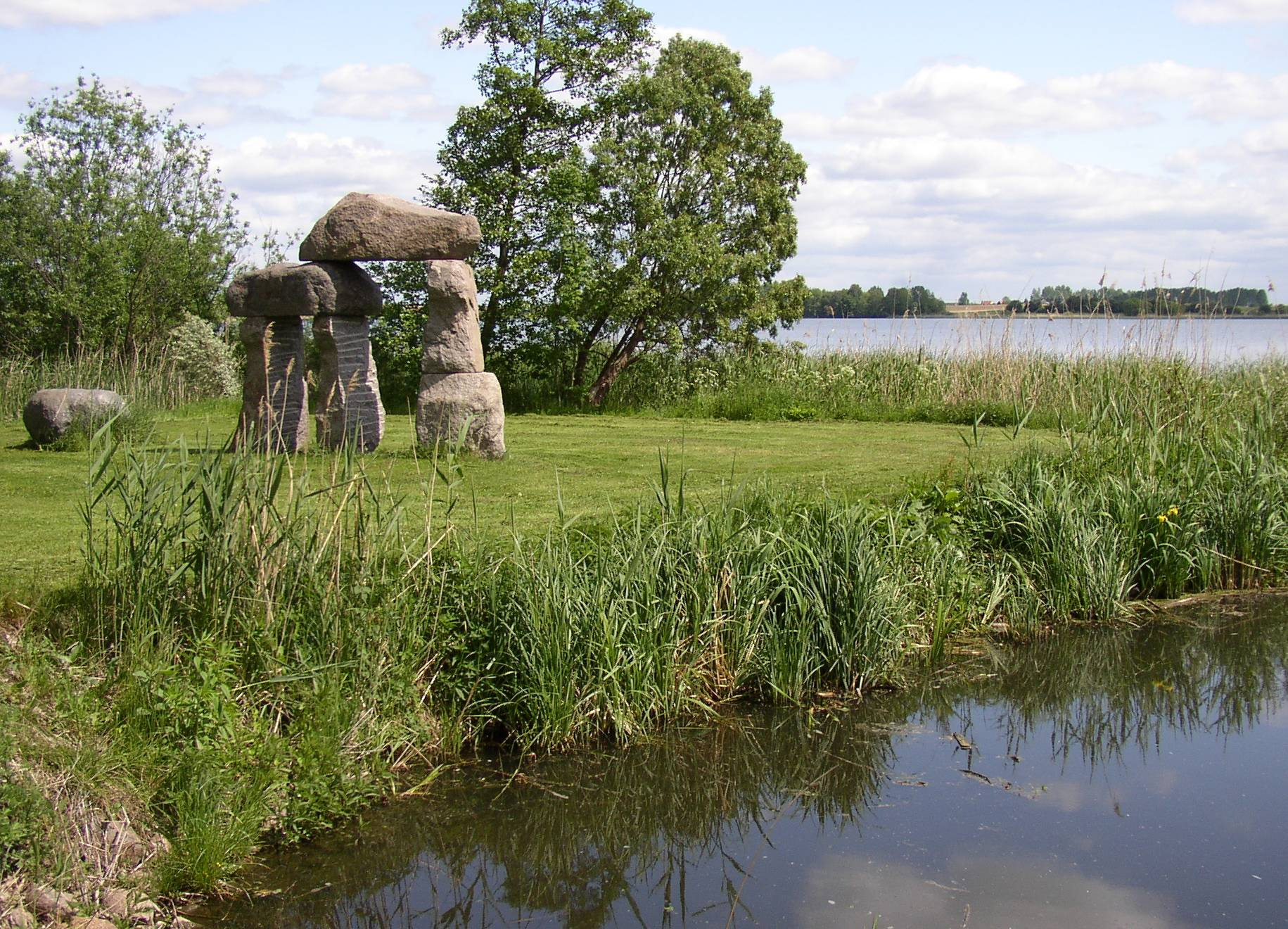
Skulpturenpromenade in Angermünde

Der Mündesee mit einer Größe von 122 Hektar liegt unmittelbar nördlich der Stadt Angermünde in der Uckermark. Die Angermünder Ortsteile Kerkow und Dobberzin liegen am West- bzw. Ostufer des Sees, während der Nordbereich durch eine lange Halbinsel stärker gegliedert und weitgehend naturbelassen ist.
Das Südufer des Sees liegt zwei Gehminuten vom Stadtzentrum von Angermünde entfernt. Der See ist eng mit der Geschichte der Stadt Angermünde und mit der Entstehung des Stadtwappens verbunden. 
Das Angermünder Stadtwappen zeigt unter anderem einen Hirsch, der auf ein Tor zuschwimmt. Während einer Jagd stellten Jäger einem stattlichen Hirsch nach. Dieser sah als einzige Möglichkeit die Flucht in den See. Dabei schwamm er geradewegs auf die Stadt zu. Er ging geradewegs durch das Seetor in die Stadt, in der er dann erlegt wurde.
In den letzten Jahren wurde der Mündeseerundweg geschaffen. Ein Teil des Rundwegs ist die Skulpturenpromenade. Früher wuschen hier die Frauen die Wäsche, heute ist die Promenade ein beliebtes Ausflugsziel. Mitten im See liegt auf einer Sandbank unter der Wasseroberfläche ein Findling, genannt Hungerstein. Wenn in trockenen Sommern der Wasserspiegel sinkt und die Ernte schlecht ist, ist er zu sehen.